# Stage Door
Stage Door (Brasil: No Teatro da Vida / Portugal: A Porta das Estrelas) é um filme estadunidense de 1937 do gênero comédia, dirigido por Gregory La Cava. 

## Sinopse
Jovens garotas em busca do sucesso no teatro convivem na mesma residência com atrizes velhas. O sucesso não é para todas, e algumas voltam para suas casas sem êxito.

## Elenco
|  | Katharine Hepburn as Terry Randall    |  | Ginger Rogers as Jean Maitland |
|  | Adolphe Menjou as Anthony Powell      |  | Gail Patrick as Linda Shaw     |
|  | Constance Collier as Catherine Luther |  | Andrea Leeds as Kay Hamilton   |
|  | Samuel S. Hinds as Henry Sims         |  | Lucille Ball as Judy Canfield  |

## Principais prêmios e indicações
Oscar 1938 (EUA)
- Indicado ao Prêmio de Melhor Atriz Coadjuvante, Melhor Roteiro, Melhor Diretor, Melhor Filme.[1]